# Málaga del Fresno
Málaga del Fresno – gmina w Hiszpanii, w prowincji Guadalajara, w Kastylii-La Mancha, o powierzchni 23,83 km². W 2011 roku gmina liczyła 204 mieszkańców.